# 頭巾山
頭巾山（ときんざん）は、福井県大飯郡おおい町と京都府綾部市および京都府南丹市の境にある、丹波高地の山。標高は871m。京都丹波高原国定公園に選定されている。
遠くから見ると山容が修験者の頭巾に似ているところから名づけられたといわれている。山頂には若狭国遠敷郡の延喜式内社許波伎神社の祠や避難小屋がある。

## 自然
尾根部は強風により表土が露出した岩塊地が見られササが多く、樹木は低木である。ニホンカモシカ等が生息しており、山頂より北東に伸びる尾根の東側の急斜面上に樹高5-6mのホンシャクナゲの群落がある。ほかにもアセビ、ネジキ、オオイワカガミなどが見られ、ヒノキ、スギ、ブナ林が広がる雄大な山である。
ナタショウトレイルランニングレースの経由地であるが、頭巾山周辺の約2kmは京都丹波高原国定公園の保護林区間のため歩行区間とされている。

## 野鹿の滝（のかのたき）
頭巾山中腹には落差30ｍの滝がある。その昔、戦に敗れて落ち延びようとした安倍氏（土御門家）の別当石王丸が、滝壷から光を放つ薬師如来に逃げ道を教示されたという不思議な伝説が残されている。

## 周辺の山
- 青葉山
- 八ヶ峰
- 三国岳（高浜町とおおい町の双方が展望できる）